# Championnat du pays de Galles de football de deuxième division
Le championnat du pays de Galles de football de deuxième division est une compétition annuelle constituée de deux championnats régionales distinctes. Les deux championnats désignent chacune un vainqueur qui est promu en Cymru Premier la saison suivante, à condition que son terrain soit homologué par la fédération. En cas de non-homologation, c'est son dauphin qui prend sa place en Cymru Premier.
La JD Cymru North (ou Cymru Alliance jusqu'en 2019) regroupe des équipes de Galles du Nord et de Galles centrales. Les équipes de Galles du Sud et de Galles de l'Ouest, elles, jouent au sein de la JD Cymru South (ou Welsh Football League Division One jusqu'en 2019).

## Logos

Évolution du logo de la ligue
Huws Gray Alliance(2010-2019)
JD Cymru North(depuis 2019)
JD Cymru South(depuis 2019)

## Palmarès

### Vainqueurs de la Cymru North
| Édition        | Saison         | Champion                                                  | Vice-champion                                             | Meilleur buteur                                              | Meilleur buteur                                              |
| Édition        | Saison         | Champion                                                  | Vice-champion                                             | Joueur                                                       | Score                                                        |
| Cymru Alliance | Cymru Alliance | Cymru Alliance                                            | Cymru Alliance                                            | Cymru Alliance                                               | Cymru Alliance                                               |
| -------------- | -------------- | --------------------------------------------------------- | --------------------------------------------------------- | ------------------------------------------------------------ | ------------------------------------------------------------ |
| 1re            | 1990-1991      | Flint Town United                                         | Caersws FC                                                | Aucune donnée connue à ce jour, votre aide est la bienvenue. | Aucune donnée connue à ce jour, votre aide est la bienvenue. |
| 2e             | 1991-1992      | Caersws FC                                                | Llansantffraid FC                                         | Aucune donnée connue à ce jour, votre aide est la bienvenue. | Aucune donnée connue à ce jour, votre aide est la bienvenue. |
| 3e             | 1992-1993      | Llansantffraid FC                                         | Welshpool Town                                            | Aucune donnée connue à ce jour, votre aide est la bienvenue. | Aucune donnée connue à ce jour, votre aide est la bienvenue. |
| 4e             | 1993-1994      | Rhyl FC                                                   | Welshpool Town                                            | Aucune donnée connue à ce jour, votre aide est la bienvenue. | Aucune donnée connue à ce jour, votre aide est la bienvenue. |
| 5e             | 1994-1995      | Cemaes Bay FC                                             | Brymbo FC (en)                                            | Aucune donnée connue à ce jour, votre aide est la bienvenue. | Aucune donnée connue à ce jour, votre aide est la bienvenue. |
| 6e             | 1995-1996      | Oswestry Town (en)                                        | Welshpool Town                                            | Aucune donnée connue à ce jour, votre aide est la bienvenue. | Aucune donnée connue à ce jour, votre aide est la bienvenue. |
| 7e             | 1996-1997      | Rhayader Town (en)                                        | Rhydymwyn FC (en)                                         | Aucune donnée connue à ce jour, votre aide est la bienvenue. | Aucune donnée connue à ce jour, votre aide est la bienvenue. |
| 8e             | 1997-1998      | Rhydymwyn FC (en)                                         | Holywell Town (en)                                        | Aucune donnée connue à ce jour, votre aide est la bienvenue. | Aucune donnée connue à ce jour, votre aide est la bienvenue. |
| 9e             | 1998-1999      | Cefn Druids                                               | Rhydymwyn FC (en)                                         | Aucune donnée connue à ce jour, votre aide est la bienvenue. | Aucune donnée connue à ce jour, votre aide est la bienvenue. |
| 10e            | 1999-2000      | Oswestry Town (en)                                        | Glantraeth FC                                             | Aucune donnée connue à ce jour, votre aide est la bienvenue. | Aucune donnée connue à ce jour, votre aide est la bienvenue. |
| 11e            | 2000-2001      | Caernarfon Town                                           | Llangefni Town                                            | Aucune donnée connue à ce jour, votre aide est la bienvenue. | Aucune donnée connue à ce jour, votre aide est la bienvenue. |
| 12e            | 2001-2002      | Welshpool Town                                            | Llangefni Town                                            | Aucune donnée connue à ce jour, votre aide est la bienvenue. | Aucune donnée connue à ce jour, votre aide est la bienvenue. |
| 13e            | 2002-2003      | Porthmadog FC                                             | Llandudno FC                                              | Aucune donnée connue à ce jour, votre aide est la bienvenue. | Aucune donnée connue à ce jour, votre aide est la bienvenue. |
| 14e            | 2003-2004      | Airbus UK Broughton                                       | Buckley Town                                              | Aucune donnée connue à ce jour, votre aide est la bienvenue. | Aucune donnée connue à ce jour, votre aide est la bienvenue. |
| 15e            | 2004-2005      | Buckley Town                                              | Glantraeth FC                                             | Aucune donnée connue à ce jour, votre aide est la bienvenue. | Aucune donnée connue à ce jour, votre aide est la bienvenue. |
| 16e            | 2005-2006      | Glantraeth FC                                             | Buckley Town                                              | Aucune donnée connue à ce jour, votre aide est la bienvenue. | Aucune donnée connue à ce jour, votre aide est la bienvenue. |
| 17e            | 2006-2007      | Llangefni Town                                            | Bala Town                                                 | Aucune donnée connue à ce jour, votre aide est la bienvenue. | Aucune donnée connue à ce jour, votre aide est la bienvenue. |
| 18e            | 2007-2008      | Prestatyn Town                                            | Bala Town                                                 | Aucune donnée connue à ce jour, votre aide est la bienvenue. | Aucune donnée connue à ce jour, votre aide est la bienvenue. |
| 19e            | 2008-2009      | Bala Town                                                 | Holyhead Hotspur (en)                                     | Aucune donnée connue à ce jour, votre aide est la bienvenue. | Aucune donnée connue à ce jour, votre aide est la bienvenue. |
| 20e            | 2009-2010      | Llangefni Town                                            | Flint Town United                                         | Aucune donnée connue à ce jour, votre aide est la bienvenue. | Aucune donnée connue à ce jour, votre aide est la bienvenue. |
| 21e            | 2010-2011      | Connah's Quay Nomads                                      | Rhyl FC                                                   | Aucune donnée connue à ce jour, votre aide est la bienvenue. | Aucune donnée connue à ce jour, votre aide est la bienvenue. |
| 22e            | 2011-2012      | Connah's Quay Nomads                                      | Rhyl FC                                                   | Aucune donnée connue à ce jour, votre aide est la bienvenue. | Aucune donnée connue à ce jour, votre aide est la bienvenue. |
| 23e            | 2012-2013      | Rhyl FC                                                   | Cefn Druids                                               | Aucune donnée connue à ce jour, votre aide est la bienvenue. | Aucune donnée connue à ce jour, votre aide est la bienvenue. |
| 24e            | 2013-2014      | Cefn Druids                                               | Conwy Borough                                             | Aucune donnée connue à ce jour, votre aide est la bienvenue. | Aucune donnée connue à ce jour, votre aide est la bienvenue. |
| 25e            | 2014-2015      | Llandudno FC                                              | Caernarfon Town                                           | Aucune donnée connue à ce jour, votre aide est la bienvenue. | Aucune donnée connue à ce jour, votre aide est la bienvenue. |
| 26e            | 2015-2016      | Caernarfon Town                                           | Cefn Druids                                               | Aucune donnée connue à ce jour, votre aide est la bienvenue. | Aucune donnée connue à ce jour, votre aide est la bienvenue. |
| 27e            | 2016-2017      | Prestatyn Town                                            | Caernarfon Town                                           | Aucune donnée connue à ce jour, votre aide est la bienvenue. | Aucune donnée connue à ce jour, votre aide est la bienvenue. |
| 28e            | 2017-2018      | Caernarfon Town                                           | Denbigh Town (en)                                         | Aucune donnée connue à ce jour, votre aide est la bienvenue. | Aucune donnée connue à ce jour, votre aide est la bienvenue. |
| 29e            | 2018-2019      | Airbus UK Broughton                                       | Flint Town United                                         | Aucune donnée connue à ce jour, votre aide est la bienvenue. | Aucune donnée connue à ce jour, votre aide est la bienvenue. |
| Cymru North    |                |                                                           |                                                           |                                                              |                                                              |
| 30e            | 2019-2020      | Prestatyn Town                                            | Flint Town United                                         | Corrig McGonigle                                             | 24                                                           |
| 31e            | 2020-2021      | Compétition annulée en raison de la pandémie de Covid-19. | Compétition annulée en raison de la pandémie de Covid-19. | Compétition annulée en raison de la pandémie de Covid-19.    | Compétition annulée en raison de la pandémie de Covid-19.    |
| 32e            | 2021-2022      | Airbus UK Broughton                                       | Llandudno FC                                              | Adam Davies                                                  | 27                                                           |
| 33e            | 2022-2023      | Colwin Bay                                                | Holywell Town                                             |                                                              |                                                              |
| 34e            | 2023-2024      | Holywell Town                                             | Flint Town United                                         |                                                              |                                                              |

### Vainqueurs de la Cymru South
| Édition                            | Saison                             | Champion                                                  | Vice-champion                                             | Meilleur buteur                                              | Meilleur buteur                                              |
| Édition                            | Saison                             | Champion                                                  | Vice-champion                                             | Joueur                                                       | Score                                                        |
| Welsh Football League Division One | Welsh Football League Division One | Welsh Football League Division One                        | Welsh Football League Division One                        | Welsh Football League Division One                           | Welsh Football League Division One                           |
| ---------------------------------- | ---------------------------------- | --------------------------------------------------------- | --------------------------------------------------------- | ------------------------------------------------------------ | ------------------------------------------------------------ |
| 1re                                | 1992-1993                          | Ton Pentre AFC                                            | Brecon Corinthians (en)                                   | Aucune donnée connue à ce jour, votre aide est la bienvenue. | Aucune donnée connue à ce jour, votre aide est la bienvenue. |
| 2e                                 | 1993-1994                          | Barry Town                                                | Aberaman Athletic                                         | Aucune donnée connue à ce jour, votre aide est la bienvenue. | Aucune donnée connue à ce jour, votre aide est la bienvenue. |
| 3e                                 | 1994-1995                          | Briton Ferry Athletic (en)                                | Haverfordwest County                                      | Aucune donnée connue à ce jour, votre aide est la bienvenue. | Aucune donnée connue à ce jour, votre aide est la bienvenue. |
| 4e                                 | 1995-1996                          | Carmarthen Town                                           | Haverfordwest County                                      | Aucune donnée connue à ce jour, votre aide est la bienvenue. | Aucune donnée connue à ce jour, votre aide est la bienvenue. |
| 5e                                 | 1996-1997                          | Haverfordwest County                                      | Llanelli AFC                                              | Aucune donnée connue à ce jour, votre aide est la bienvenue. | Aucune donnée connue à ce jour, votre aide est la bienvenue. |
| 6e                                 | 1997-1998                          | Ton Pentre AFC                                            | Afan Lido                                                 | Aucune donnée connue à ce jour, votre aide est la bienvenue. | Aucune donnée connue à ce jour, votre aide est la bienvenue. |
| 7e                                 | 1998-1999                          | Ton Pentre AFC                                            | Llanelli AFC                                              | Aucune donnée connue à ce jour, votre aide est la bienvenue. | Aucune donnée connue à ce jour, votre aide est la bienvenue. |
| 8e                                 | 1999-2000                          | Ton Pentre AFC                                            | Port Talbot AFC                                           | Aucune donnée connue à ce jour, votre aide est la bienvenue. | Aucune donnée connue à ce jour, votre aide est la bienvenue. |
| 9e                                 | 2000-2001                          | Ton Pentre AFC                                            | Maesteg Park (en)                                         | Aucune donnée connue à ce jour, votre aide est la bienvenue. | Aucune donnée connue à ce jour, votre aide est la bienvenue. |
| 10e                                | 2001-2002                          | Ton Pentre AFC                                            | Pontardawe Town (en)                                      | Aucune donnée connue à ce jour, votre aide est la bienvenue. | Aucune donnée connue à ce jour, votre aide est la bienvenue. |
| 11e                                | 2002-2003                          | Bettws FC (en)                                            | Neath FC                                                  | Aucune donnée connue à ce jour, votre aide est la bienvenue. | Aucune donnée connue à ce jour, votre aide est la bienvenue. |
| 12e                                | 2003-2004                          | Llanelli AFC                                              | Goytre United (en)                                        | Aucune donnée connue à ce jour, votre aide est la bienvenue. | Aucune donnée connue à ce jour, votre aide est la bienvenue. |
| 13e                                | 2004-2005                          | Ton Pentre AFC                                            | Cardiff Grange Harlequins                                 | Aucune donnée connue à ce jour, votre aide est la bienvenue. | Aucune donnée connue à ce jour, votre aide est la bienvenue. |
| 14e                                | 2005-2006                          | Goytre United (en)                                        | Neath Athletic                                            | Aucune donnée connue à ce jour, votre aide est la bienvenue. | Aucune donnée connue à ce jour, votre aide est la bienvenue. |
| 15e                                | 2006-2007                          | Neath Athletic                                            | Goytre United (en)                                        | Aucune donnée connue à ce jour, votre aide est la bienvenue. | Aucune donnée connue à ce jour, votre aide est la bienvenue. |
| 16e                                | 2007-2008                          | Goytre United (en)                                        | Dinas Powys FC (en)                                       | Aucune donnée connue à ce jour, votre aide est la bienvenue. | Aucune donnée connue à ce jour, votre aide est la bienvenue. |
| 17e                                | 2008-2009                          | Aberaman Athletic                                         | Goytre United (en)                                        | Aucune donnée connue à ce jour, votre aide est la bienvenue. | Aucune donnée connue à ce jour, votre aide est la bienvenue. |
| 18e                                | 2009-2010                          | Goytre United (en)                                        | Cambrian & Clydach Vale                                   | Aucune donnée connue à ce jour, votre aide est la bienvenue. | Aucune donnée connue à ce jour, votre aide est la bienvenue. |
| 19e                                | 2010-2011                          | Bryntirion Athletic                                       | Afan Lido                                                 | Aucune donnée connue à ce jour, votre aide est la bienvenue. | Aucune donnée connue à ce jour, votre aide est la bienvenue. |
| 20e                                | 2011-2012                          | Cambrian & Clydach Vale                                   | Taff's Well FC (en)                                       | Aucune donnée connue à ce jour, votre aide est la bienvenue. | Aucune donnée connue à ce jour, votre aide est la bienvenue. |
| 21e                                | 2012-2013                          | West End FC (en)                                          | Cambrian & Clydach Vale                                   | Aucune donnée connue à ce jour, votre aide est la bienvenue. | Aucune donnée connue à ce jour, votre aide est la bienvenue. |
| 22e                                | 2013-2014                          | Monmouth Town (en)                                        | Taff's Well FC (en)                                       | Aucune donnée connue à ce jour, votre aide est la bienvenue. | Aucune donnée connue à ce jour, votre aide est la bienvenue. |
| 23e                                | 2014-2015                          | Caerau Ely AFC (en)                                       | Haverfordwest County                                      | Aucune donnée connue à ce jour, votre aide est la bienvenue. | Aucune donnée connue à ce jour, votre aide est la bienvenue. |
| 24e                                | 2015-2016                          | Cardiff Met                                               | Barry Town United                                         | Aucune donnée connue à ce jour, votre aide est la bienvenue. | Aucune donnée connue à ce jour, votre aide est la bienvenue. |
| 25e                                | 2016-2017                          | Barry Town United                                         | Pen-y-Bont FC                                             | Aucune donnée connue à ce jour, votre aide est la bienvenue. | Aucune donnée connue à ce jour, votre aide est la bienvenue. |
| 26e                                | 2017-2018                          | Llanelli Town                                             | Haverfordwest County                                      | Aucune donnée connue à ce jour, votre aide est la bienvenue. | Aucune donnée connue à ce jour, votre aide est la bienvenue. |
| 27e                                | 2018-2019                          | Pen-y-Bont FC                                             | Cambrian & Clydach Vale                                   | Aucune donnée connue à ce jour, votre aide est la bienvenue. | Aucune donnée connue à ce jour, votre aide est la bienvenue. |
| Cymru South                        |                                    |                                                           |                                                           |                                                              |                                                              |
| 28e                                | 2019-2020                          | Swansea University (en)                                   | Haverfordwest County                                      | Mark Jones                                                   | 32                                                           |
| 29e                                | 2020-2021                          | Compétition annulée en raison de la pandémie de Covid-19. | Compétition annulée en raison de la pandémie de Covid-19. | Compétition annulée en raison de la pandémie de Covid-19.    | Compétition annulée en raison de la pandémie de Covid-19.    |
| 30e                                | 2021-2022                          | Llantwit Major (en)                                       | Pontypridd Town (en)                                      | Tom Walters                                                  | 24                                                           |
| 31e                                | 2022-2023                          | Barry Town United                                         | Llanelli Town                                             |                                                              |                                                              |
| 32e                                | 2022-2023                          | Briton Ferry Llansawel AFC                                | Llanelli Town                                             |                                                              |                                                              |